# Berlinale 2018
La Berlinale 2018, 68e édition du festival international du film de Berlin (68. Internationalen Filmfestspiele Berlin), se déroule du 15 au 25 février 2018.

## Déroulement et faits marquants

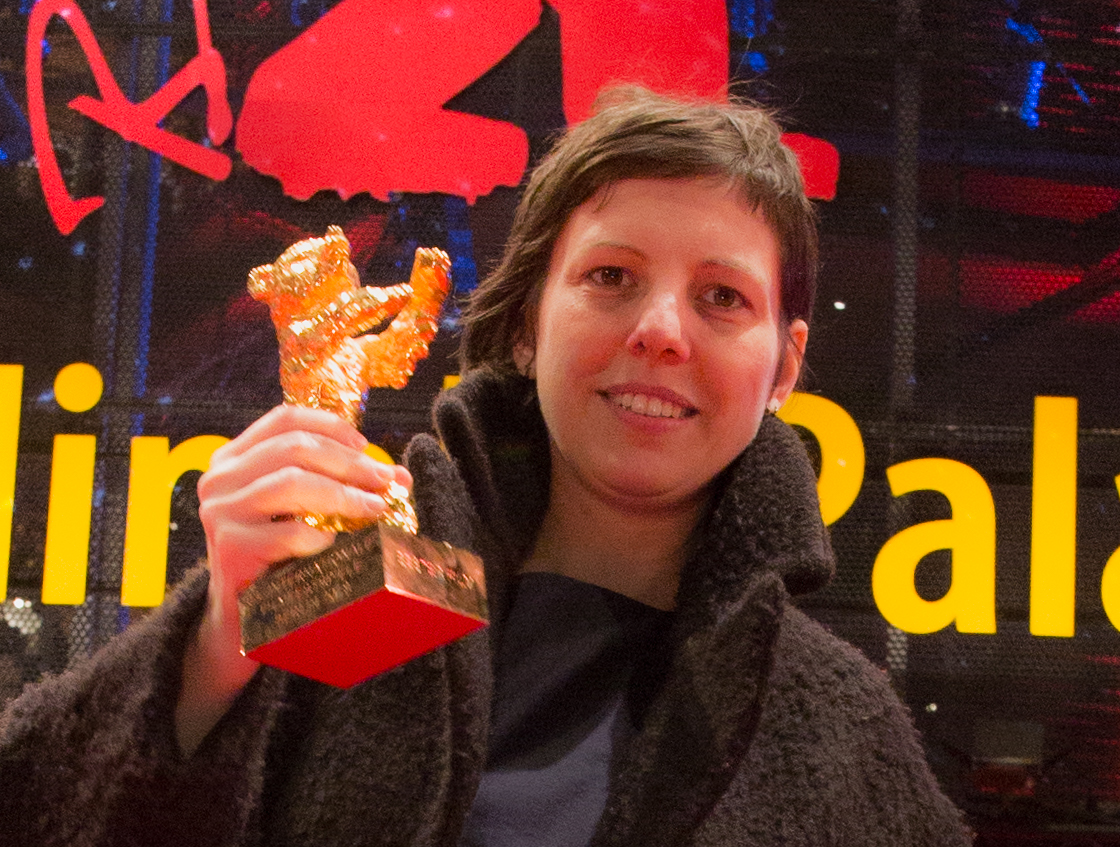
Adina Pintilie avec l'Ours d'or pour Touch Me Not

Le 2 novembre 2017, il est annoncé que ce sera le réalisateur allemand Tom Tykwer
 qui présidera le jury. Il succède ainsi à Paul Verhoeven et a déjà été en compétition pour l'Ours d'Or en 2002 pour Heaven.

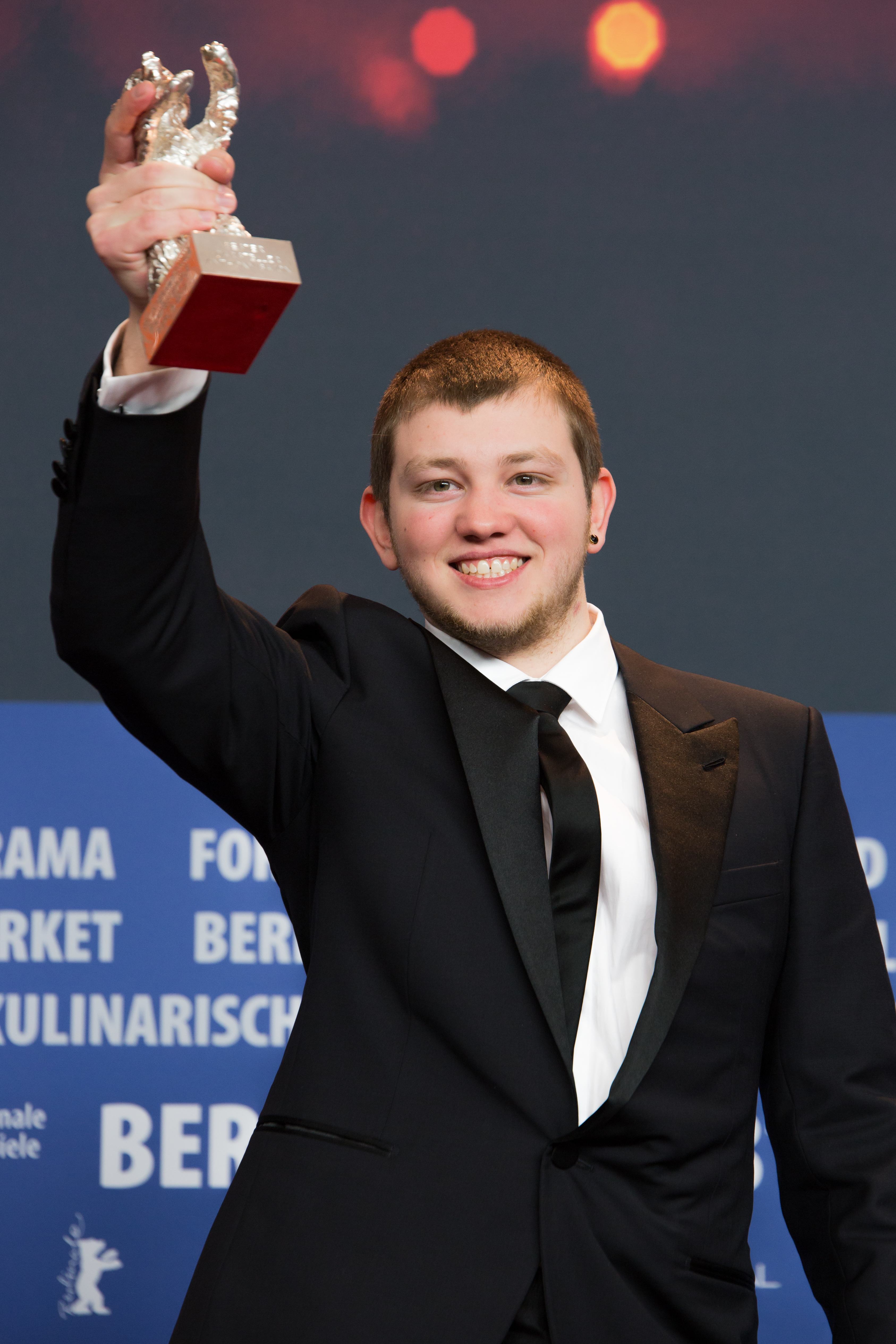
Anthony Bajon avec l'Ours d'argent du meilleur acteur pour La Prière

Le 4 décembre 2017, le film d'ouverture est dévoilé, il s'agit de L'Île aux chiens de Wes Anderson (dont The Grand Budapest Hotel avait ouvert le festival quatre ans plus tôt). C'est le premier film d'animation à ouvrir le festival.
Le lendemain, il est annoncé que le directeur de la Berlinale, Dieter Kosslick, quittera ces fonctions après la 69e édition, en mai 2019.
Les premiers films en compétition pour l'Ours d'Or, ainsi que deux films présentés en séance spéciale, sont annoncés le 18 décembre 2017. Ce seront près de 400 films qui seront présentés pendant l’édition 2018.
Le directeur Dieter Kosslick a annoncé que cette 68e édition porterait sur le thème des agressions sexuelles dans le septième art, afin de faire écho à la vague d'indignation qui a secoué Hollywood avec le mouvement Balance ton porc.
Mis à l’honneur, l'acteur américain Willem Dafoe sera récompensé par un Ours d'honneur. Un festival sous le signe de #meetoo Le festival est marqué par les derniers scandales d'abus de pouvoir et la violence sexuelle dans l'industrie du spectacle et de solidarité envers le mouvement #meetoo. Le directeur du festival Dieter Kosslick a ainsi, sur les 19 films en compétition, retenu quatre dirigés par des femmes. Il a également annoncé avoir écarté de cette sélection plusieurs films dont les réalisateurs ou producteurs étaient mêlés dans des affaires d’abus sexuel.
Il a également mis en place une table ronde et un séminaire sur le sujet sous le titre «NON à la discrimination. Lors de la cérémonie d'ouverture, la ministre d'État à l'Environnement allemande, Monika Grütters, a rappelé ce combat dans son discours. Mais une polémique éclate lorsqu'une actrice sud-coréenne (qui a souhaité garder l’anonymat) a dénoncé le fait que le réalisateur Kim Ki-Duk soit invité à la Berlinale pour présenter son film "Human, Space, Time and Human" et "l’hypocrisie" du festival.
L’actrice accuse le réalisateur de violences physiques et sexuelles lors du tournage du film "Moebius". Une centaine d’associations sud-coréennes de défense des droits civiques ont également critiqué cette invitation. La direction du festival a annoncé qu’elle a répété qu’elle « condamne et s'oppose évidemment à toute forme de violence et de comportement sexuel inapproprié »,,.
Les favoris de la critique pour l'Ours d'or sont Transit de Christian Petzold et Season of the Devil de Lav Diaz,.
Le 24 février 2018, le palmarès est dévoilé: l'Ours d'or est décerné à Touch Me Not de Adina Pintilie, le Grand prix du jury à Twarz de Małgorzata Szumowska, l'Ours d'argent du meilleur réalisateur à Wes Anderson pour L'Île aux chiens, l'Ours d'argent du meilleur acteur à Anthony Bajon dans La Prière et l'Ours d'argent de la meilleure actrice à Ana Brun dans Les Héritières (Las Herederas).

## Jurys

### Jury International

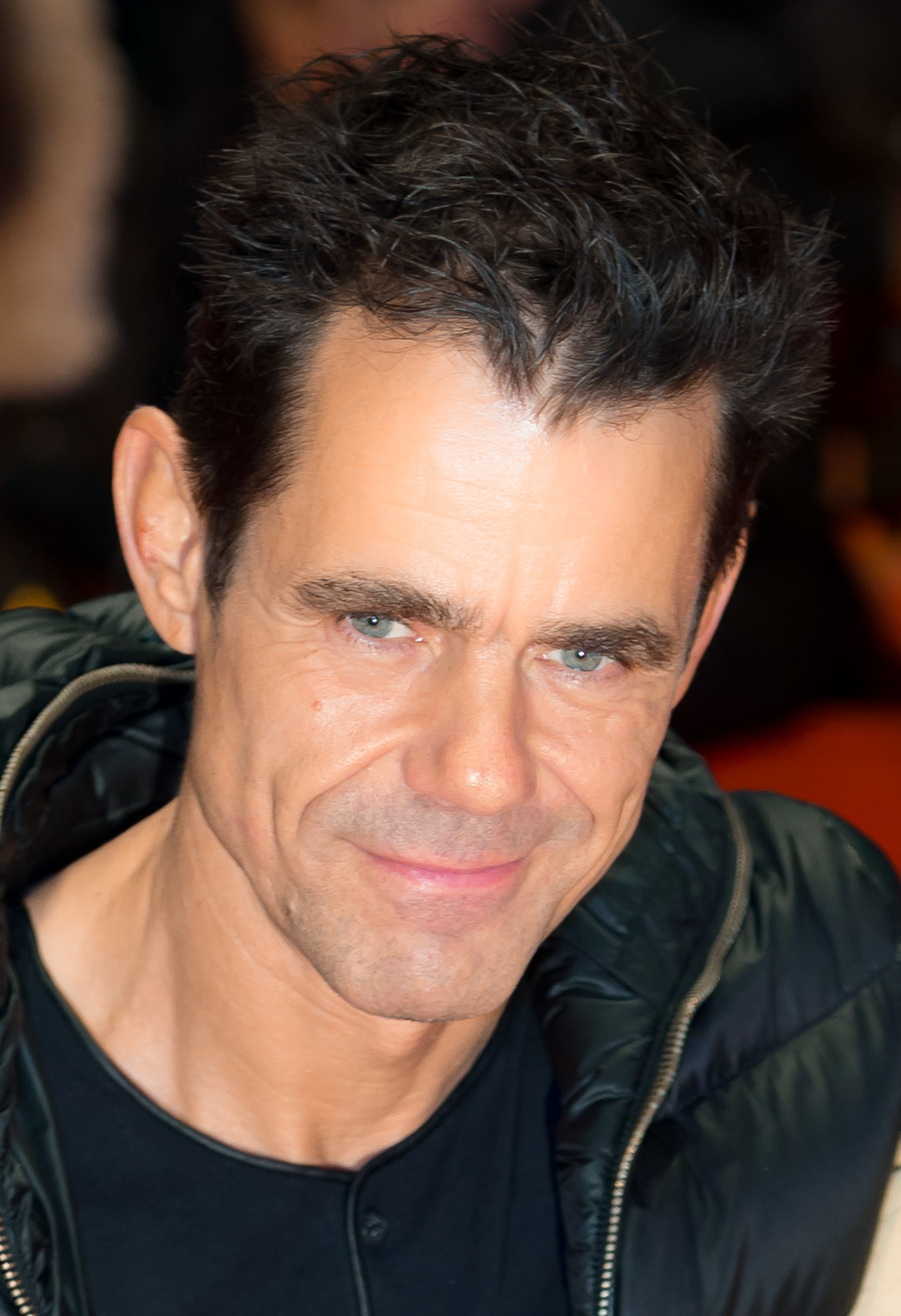
Tom Tykwer, président du jury international 2018.

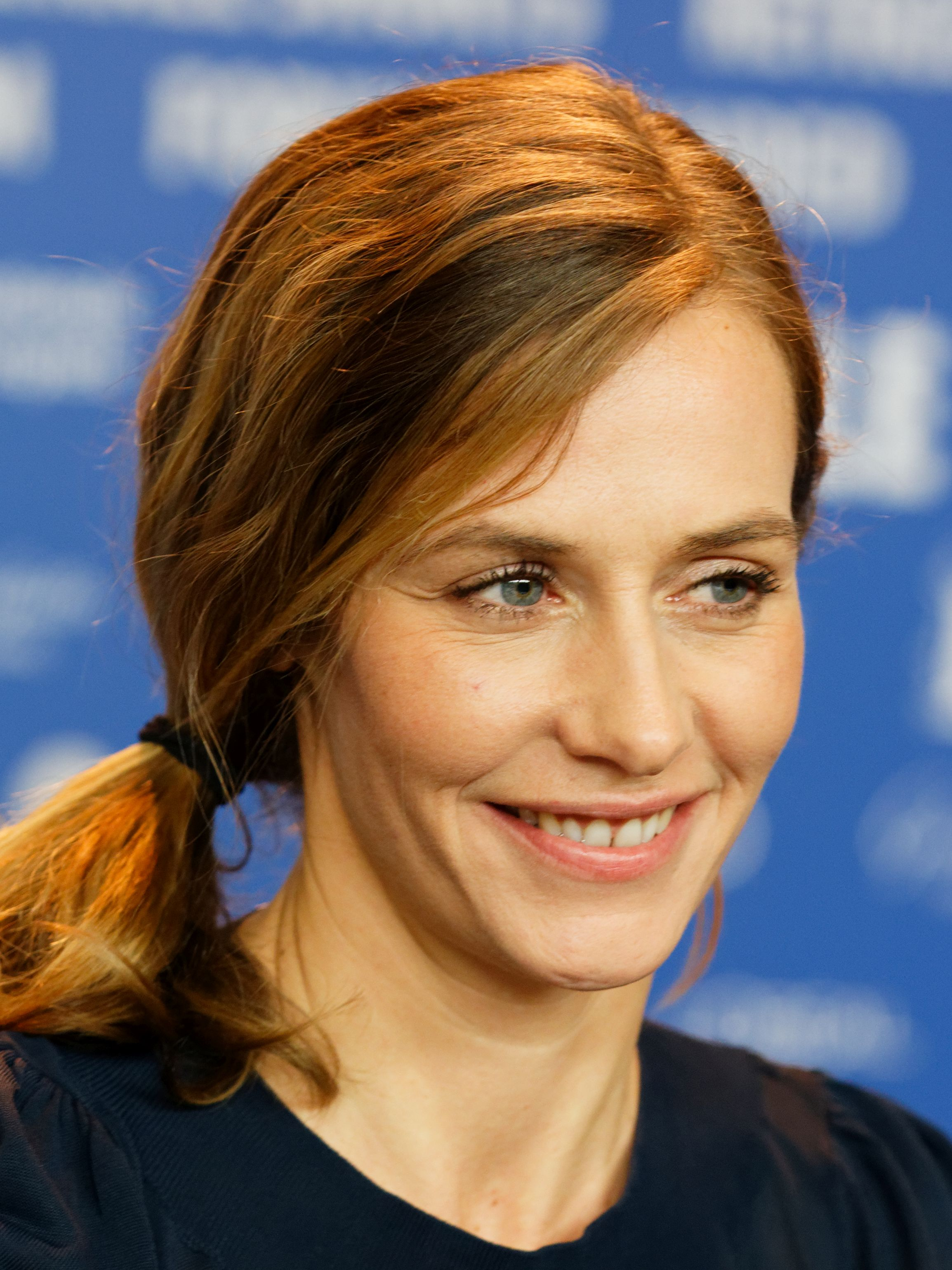
Et l'actrice belge Cécile de France, membre du jury.

- Tom Tykwer (président du jury), réalisateur, scénariste, producteur et compositeur  Allemagne
- Cécile de France, actrice  Belgique
- Chema Prado, photographe  Espagne
- Adele Romanski, productrice  États-Unis
- Ryūichi Sakamoto, compositeur et producteur  Japon
- Stephanie Zacharek, journaliste  États-Unis

### Autres jurys

#### Jury international des courts métrages
- Diogo Costa Amarante, cinéaste  Portugal
- Jyoti Mistry, cinéaste et professeur  Afrique du Sud
- Mark Toscano, conservateur et présentateur des programmes de stand out  États-Unis

#### Jurys Generation
Generation 14Plus
Generation Kplus
Jury des enfants et jury des jeunes

#### Jury du prix du meilleur premier film
- Jonas Carpignano, réalisateur et scénariste  Italie
- Călin Peter Netzer, réalisateur et scénariste  Roumanie
- Noa Regev, directrice de la Médiathèque de Jérusalem  Israël

#### Jury du prix du meilleur documentaire
- Cíntia Gil, co-directrice du Doclisboa (le festival de films documentaires)  Portugal
- Ulrike Ottinger, réalisateur, scénariste et photographe  Allemagne
- Eric Schlosser, journaliste, scénariste, réalisateur  États-Unis

## Sélections
La sélection officielle est dévoilée le 6 février 2018. Des pronostics ont lieu selon les films en production.

### Compétition
La sélection officielle en compétition se compose de 19 films.
| Titre                                                                                     | Réalisation                     | Pays        | Distribution                                                                                  |
| ----------------------------------------------------------------------------------------- | ------------------------------- | ----------- | --------------------------------------------------------------------------------------------- |
| Pionnière (Damsel)                                                                        | David Zellner et Nathan Zellner | États-Unis  | Robert Pattinson, Mia Wasikowska, David Zellner, Nathan Zellner, Robert Forster               |
| Dovlatov                                                                                  | Alexeï Guerman Jr               | Russie      | Milan Marić, Danila Kozlovski, Artur Beschastny, Elena Lyadova                                |
| Eva                                                                                       | Benoît Jacquot                  | France      | Isabelle Huppert, Gaspard Ulliel, Julia Roy, Richard Berry                                    |
| Ma fille (Figlia mia)                                                                     | Laura Bispuri                   | Italie      | Valeria Golino, Alba Rohrwacher                                                               |
| L'Île aux chiens (Isle of Dogs) (film d'ouverture)                                        | Wes Anderson                    | États-Unis  | (film d'animation)                                                                            |
| Une valse dans les allées (In den Gängen)                                                 | Thomas Stuber                   | Allemagne   | Sandra Hüller, Franz Rogowski                                                                 |
| Pig (Khook)                                                                               | Mani Haghighi                   | Iran        | Hassan Majooni, Leila Hatami, Leili Rashidi                                                   |
| Les Héritières (Las herederas)                                                            | Marcelo Martinessi              | Paraguay    | Patricia Abente, Ana Brun, Margarita Irun, Ana Ivanova Villagra                               |
| Mon frère s'appelle Robert et c'est un idiot (Mein Bruder heißt Robert und ist ein Idiot) | Philip Gröning                  | Allemagne   | Julia Zange, Josef Mattes, Susanne Wuest                                                      |
| Museum (Museo)                                                                            | Alonso Ruizpalacios             | Mexique     | Gael García Bernal, Simon Russell Beale, Lynn Gilmartin (en), Leticia Brédice, Alfredo Castro |
| La Prière                                                                                 | Cédric Kahn                     | France      | Anthony Bajon, Damien Chapelle, Àlex Brendemühl, Louise Grinberg, Hanna Schygulla             |
| The Real Estate (Toppen av ingenting)                                                     | Mans Mansson et Axel Petersen   | Suède       | Leonore Ekstrand, Christer Levin, Olof Rhodin                                                 |
| La Saison du diable (Ang Panahon ng Halimaw)                                              | Lav Diaz                        | Philippines | Pinky Amador, Angel Aquino, Shaina Magdayao, Hazel Orencio, Piolo Pascual                     |
| Don't Worry, He Won't Get Far on Foot                                                     | Gus Van Sant                    | États-Unis  | Joaquin Phoenix, Rooney Mara, Jonah Hill, Jack Black, Mark Webber, Udo Kier                   |
| Touch Me Not (Nu mă atinge-mă)                                                            | Adina Pintilie                  | Roumanie    | Laura Benson, Tómas Lemarquis, Irmena Chichikova                                              |
| Trois Jours à Quiberon (3 Tage in Quiberon)                                               | Emily Atef                      | Allemagne   | Marie Bäumer, Birgit Minichmayr, Robert Gwisdek, Charly Hübner                                |
| Transit                                                                                   | Christian Petzold               | Allemagne   | Paula Beer, Franz Rogowski                                                                    |
| Twarz                                                                                     | Małgorzata Szumowska            | Pologne     | Mateusz Kościukiewicz, Agnieszka Podsiadlik, Roman Gancarczyk, Malgorzata Gorol               |
| Utøya, 22 juillet (Utøya 22. juli)                                                        | Erik Poppe                      | Norvège     | Andrea Berntzen, Aleksander Holmen, Elli Rhiannon Müller Osbourne                             |

### Hors compétition
5 films sont présentés hors compétition.
| Titre                      | Réalisation       | Pays        | Distribution                                                                                          |
| -------------------------- | ----------------- | ----------- | --- |
| Ága                        | Milko Lazarov     | Bulgarie    | |
| The Renegade (Black '47)   | Lance Daly        | Irlande     | James Frecheville, Hugo Weaving, Jim Broadbent, Sarah Greene, Stephen Rea, Freddie Fox, Barry Keoghan |
| Eldorado                   | Markus Imhoff     | Suisse      | (film documentaire)                                                                                   |
| Otages à Entebbe (Entebbe) | José Padilha      | Royaume-Uni | Rosamund Pike, Daniel Brühl, Ben Schnetzer, Eddie Marsan, Denis Ménochet                              |
| Paranoïa (Unsane)          | Steven Soderbergh | États-Unis  | Claire Foy, Joshua Leonard, Juno Temple, Aimee Mullins, Jay Pharoah, Colin Woodell, Sarah Stiles      |

### Berlinale Special
| Titre                                             | Réalisation                  | Pays                          | Distribution                                  |
| ------------------------------------------------- | ---------------------------- | ----------------------------- | --------------------------------------------- |
| America Land of the Freeks                        | Ulli Lommel                  | Allemagne                     |                                               |
| The Bookshop                                      | Isabel Coixet                | Espagne Royaume-Uni Allemagne | Emily Mortimer, Bill Nighy, Patricia Clarkson |
| Gurrumul                                          | Paul Williams                | Australie                     |                                               |
| The Happy Prince                                  | Rupert Everett               | Allemagne Belgique Italie     |                                               |
| The Interpreter                                   | Martin Šulík                 | République tchèque            |                                               |
| Monster Hunt 2                                    | Raman Hui                    | Chine                         |                                               |
| Ryūichi Sakamoto: Async At the Park Avenue Armory | Stephen Nomura Schible       | États-Unis Japon              | (film documentaire)                           |
| Songwriter                                        | Murray Cummings              | Royaume-Uni                   | (film documentaire)                           |
| Unga Astrid                                       | Pernille Fischer Christensen | Suède Allemagne Danemark      |                                               |
| Usedom – Der freie Blick aufs Meer                | Heinz Brinkmann              | Allemagne                     | (film documentaire)                           |
| Viaje a los Pueblos Fumigados                     | Fernando Solanas             | Argentine                     | (film documentaire)                           |

### Panorama

#### Films de fiction
| Titre                                                          | Réalisation                          | Pays               |                                                                                    |
| -------------------------------------------------------------- | ------------------------------------ | ------------------ | ---------------------------------------------------------------------------------- |
| L'Animale                                                      | Katharina Mückstein                  | Autriche           |                                                                                    |
| Frères de sang (La terra dell'abbastanza)                      | Damiano et Fabio D'Innocenzo         | Italie             |                                                                                    |
| Invasion (予兆 散歩する侵略者, Yochō: Sanpo suru shinryakusha) | Kiyoshi Kurosawa                     | Japon              |                                                                                    |
| Garbage                                                        | Qaushiq Mukherjee (Q)                | Inde               |                                                                                    |
| Genesis                                                        | Árpád Bogdán                         | Hongrie            |                                                                                    |
| Girls Always Happy (Rou qing shi)                              | Yang Mingming                        | Chine              |                                                                                    |
| Hard Paint (Tinta bruta)                                       | Marcio Reolon et Filipe Matzembacher | Brésil             |                                                                                    |
| Horizon                                                        | Tinatin Kajrishvili                  | Géorgie            |                                                                                    |
| Human, Space, Time and Human                                   | Kim Ki-duk                           | Corée du Sud       |                                                                                    |
| Invasion (Hojoom)                                              | Shahram Mokri                        | Iran               |                                                                                    |
| Jibril                                                         | Henrika Kull                         | Allemagne          |                                                                                    |
| Land                                                           | Babak Jalali                         | Allemagne          |                                                                                    |
| Lemonade                                                       | Ioana Uricaru                        | Roumanie           |                                                                                    |
| Malambo, el hombre bueno                                       | Santiago Loza                        | Argentine          |                                                                                    |
| Marilyn                                                        | Martín Rodríguez Redondo             | Argentine Chili    |                                                                                    |
| La omisión                                                     | Sebastián Schjaer                    | Argentine          |                                                                                    |
| Mes provinciales                                               | Jean Paul Civeyrac                   | France             |                                                                                    |
| Profile                                                        | Timur Bekmambetov                    | États-Unis         |                                                                                    |
| La Révolution silencieuse                                      | Lars Kraume                          | Allemagne          | Florian Lukas, Jördis Triebel, Michael Gwisdek, Ronald Zehrfeld, Burghart Klaußner |
| River's Edge                                                   | Isao Yukisada                        | Japon              |                                                                                    |
| Ondes de choc – Journal de ma tête                             | Ursula Meier                         | Suisse             |                                                                                    |
| Ondes de choc – Prénom: Mathieu                                | Lionel Baier                         | Suisse             |                                                                                    |
| Styx                                                           | Wolfgang Fischer                     | Allemagne Autriche |                                                                                    |
| Sunday's Illness (La enfermedad del domingo)                   | Ramón Salazar                        | Espagne            |                                                                                    |
| Thirty Souls (Trinta Lumes)                                    | Wolfgang Fischer                     | Allemagne Autriche |                                                                                    |
| When the Trees Fall (Koly padayut dereva)                      | Marysia Nikitiuk                     | Ukraine Pologne    |                                                                                    |
| Xiao Mei                                                       | Maren Hwang                          | Allemagne Taïwan   |                                                                                    |
| Yardie                                                         | Idris Elba                           | Royaume-Uni        |                                                                                    |

#### Films documentaires
| Titre                          | Réalisation                                   | Pays                             |
| ------------------------------ | --------------------------------------------- | -------------------------------- |
| Central Airport THF            | Karim Aïnouz                                  | Brésil                           |
| Ex Pajé                        | Luiz Bolognesi                                | Brésil                           |
| Family Life (Familienleben)    | Rosa Hannah Ziegler                           | Allemagne                        |
| Game Girls                     | Alina Skrzeszewska                            | Allemagne                        |
| Generation Wealth              | Lauren Greenfield                             | États-Unis                       |
| Hotel Jugoslavija              | Nicolas Wagnières                             | Suisse                           |
| Je vois rouge                  | Bojina Panayotova                             | Bulgarie/ France                 |
| Kinshasa Makambo               | Dieudo Hamadi                                 | République démocratique du Congo |
| Matangi/Maya/M.I.A.            | Steve Loveridge                               | États-Unis/ Sri Lanka            |
| Obscuro Barroco                | Evangelía Kranióti                            | Grèce                            |
| Partisan                       | Lutz Pehnert, Matthias Ehlert et Adama Ulrich | Allemagne                        |
| Shakedown                      | Leilah Weinraub                               | États-Unis                       |
| Shut Up and Play the Piano     | Philipp Jedicke                               | Allemagne                        |
| The Silence of Others          | Almudena Carracedo et Robert Bahar            | États-Unis/ Espagne              |
| The Silk and the Flame         | Jordan Schiele                                | États-Unis                       |
| That Summer                    | Göran Hugo Olsson                             | Suède                            |
| Bixa Travesty                  | Kiko Goifman et Claudia Priscilla             | Brésil                           |
| The Trial (O processo)         | Maria Ramos                                   | Brésil                           |
| What Comes Around (Al Gami'ya) | Reem Saleh                                    | Liban/ Égypte                    |
| When the War Comes             | Až přijde válka                               | République tchèque/ Croatie      |

## Palmarès

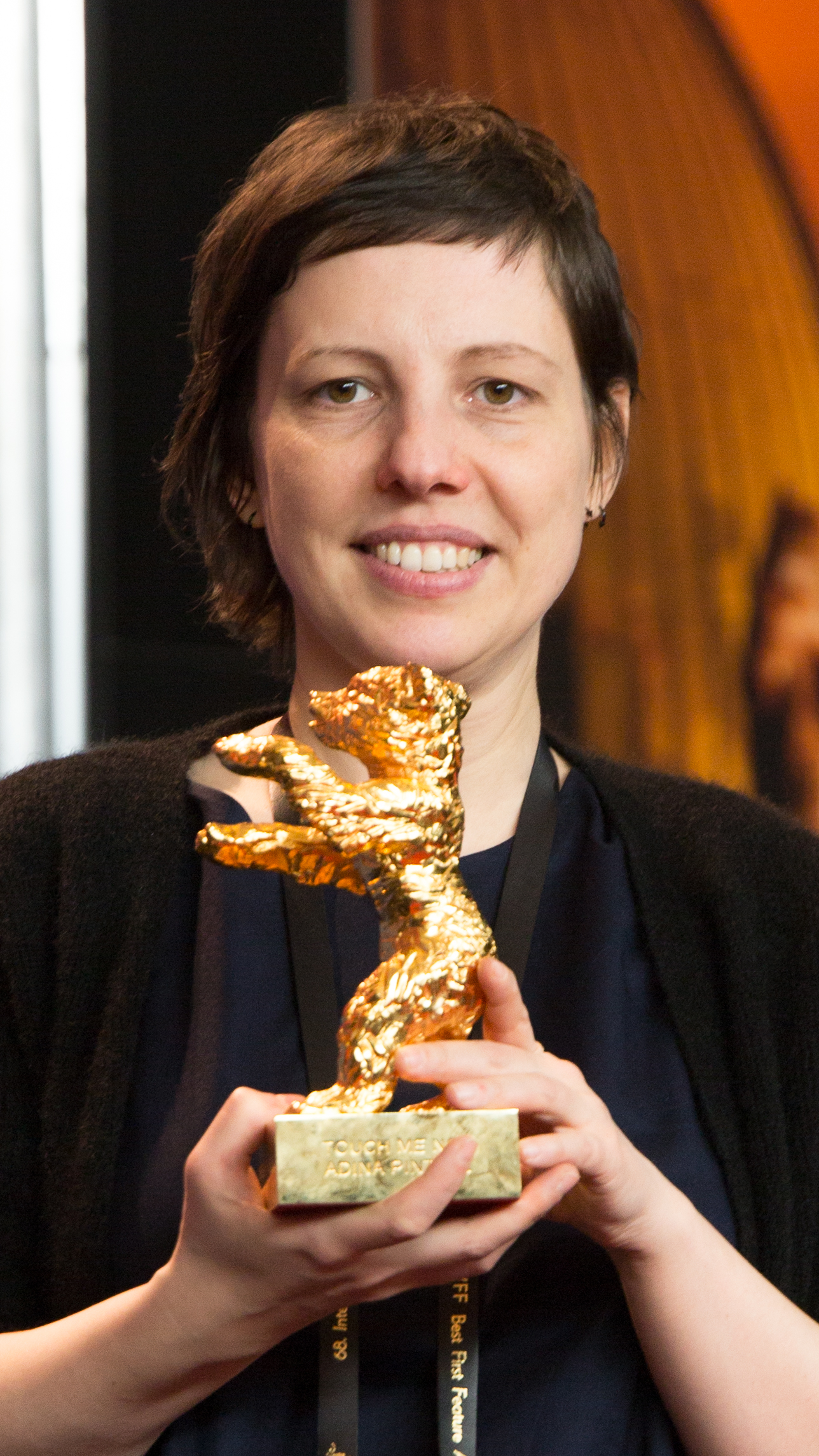
Adina Pintilie avec l'Ours d'or.

### Compétition officielle
| Prix                                                  | Attribué à                                                             | Pays       |
| ----------------------------------------------------- | ---------------------------------------------------------------------- | ---------- |
| Ours d'or                                             | Touch Me Not de Adina Pintilie                                         | Roumanie   |
| Grand prix du jury                                    | Twarz de Małgorzata Szumowska                                          | Pologne    |
| Ours d'argent du meilleur réalisateur                 | Wes Anderson pour L'Île aux chiens                                     | États-Unis |
| Ours d'argent du meilleur acteur                      | Anthony Bajon dans La Prière                                           | France     |
| Ours d'argent de la meilleure actrice                 | Ana Brun dans Les Héritières (Las Herederas)                           | Paraguay   |
| Ours d'argent du meilleur scénario                    | Alonso Ruizpalacios et Manuel Alcalá pour Museum                       | Mexique    |
| Ours d'argent de la meilleure contribution artistique | Elena Okopnaya (costumes et décors) pour Dovlatov de Alexeï Guerman Jr | Russie     |
| Prix Alfred-Bauer                                     | Les Héritières (Las Herederas) de Marcelo Martinessi                   | Paraguay   |

### Prix spéciaux

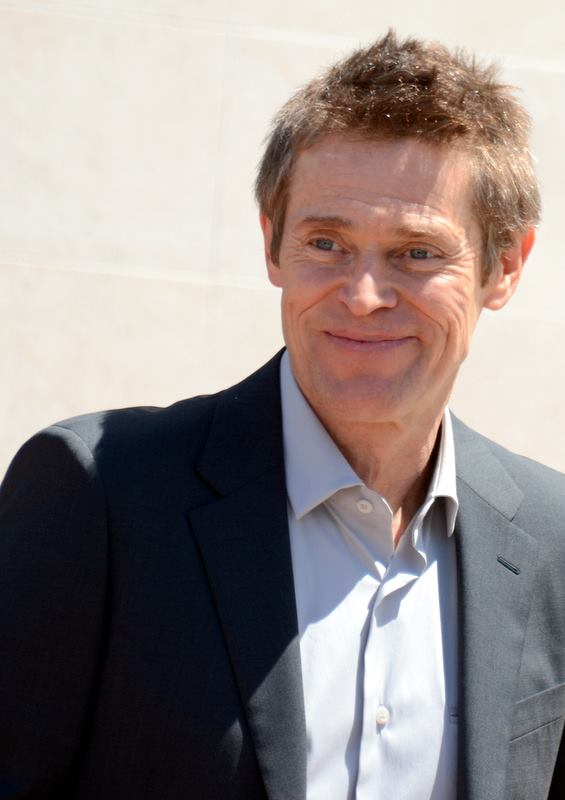
Willem Dafoe récompensé par l'Ours d'or d'honneur.

| Prix                   | Attribué à     | Pays            |
| ---------------------- | -------------- | --------------- |
| Ours d'or d'honneur    | Willem Dafoe   | États-Unis      |
| Caméra de la Berlinale | Beki Probst    | Suisse          |
| Caméra de la Berlinale | Katriel Schory | Israël          |
| Caméra de la Berlinale | Jiří Menzel    | Tchécoslovaquie |

### Prix du meilleur premier film
| Prix                  | Attribué à                     | Pays     |
| --------------------- | ------------------------------ | -------- |
| Meilleur premier film | Touch Me Not de Adina Pintilie | Roumanie |

### Prix du meilleur documentaire
- Waldheims Walzer de Ruth Beckermann

### Prix FIPRESCI
- Compétition : Les Héritières (Las Herederas) de Marcello Martinessi
- Panorama : River's Edge de Isao Yukisada
- Forum : An Elephant Sitting Still de Hu Bo

### Prix œcuménique
- Une valse dans les allées (In den Gängen) de Thomas Stuber

### Teddy Award
- Tinta Bruta de Marcio Reolon et Filipe Matzembacher

### Shooting Stars
- Alba August (The Rain : Simone[réf. nécessaire])